# Pesnica, Kungota
Pesnica je naselje v Občini Kungota.